# Хардкор техно
Хардкор е жанр на електронната танцова музика, New beat, възникнал в началото на 90-те. Стилът се развива в Холандия, Германия и Белгия. характеризира се с бързо темпо (150 – 200 удара в минута или повече) и използване на изкривени и атонални индустриални звуци.
- Брейккор е стил, който комбинира елементи на барабан и бас, хардкор техно и ай ди ем в брейкбийт ориентиран звук, бърз, сложен, възможно най-плътен.
- Габба е един от оригиналните хардкор стилове, които се появяват в Ротердам в началото на 90-те години. Характеризира се с бързо звучащи бързи барабани и бързи семпли.
- Спийдкор – основните разлики на този подстил са още по-бързо темпо – до 1000 BPM по-тежък удар за възприятие, шумове вместо мелодия.
- Тероркор – хардкор, използващ „страшни“, „зли“ звуци. Популярен в Ротердам (Холандия) в средата до края на 90-те години.
- Френчкор (понякога също дрилкор) е под-стил хардкор, характеризиращ се с темпо от 180 – 250 удара в минута с характерен изкривен удар, чийто звук наподобява работата на ядрен реактор или електрическа бормашина. Корените на френчкор се крият във фрийтек частите, дошли от Франция, където се изпълняват с техно и хардтек.

Има много имена и определения, които се използват по различен начин в различни области. Често някои хардкор подстилове се класифицират според града или страната, в която са произведени, като например звук във Франкфурт, френски звук, белгийски звук, холандски звук и т.н.